# Doc Berendsohn
Bernhard „Doc“ Berendsohn, auch Bernhard Berendson bzw. Bernhard Brenson (* 23. Mai 1889 in New Orleans, Louisiana; † 15. Juni 1952 im Cook County, Illinois) war ein US-amerikanischer Jazz-Klarinettist und Kornettist des frühen Jazz.

## Leben und Wirken
Berendsohn stammte aus New Orleans und hatte Unterricht bei seinem Bruder Sigmund, einem Trompeter. Er spielte als Kornettist mit den Louisiana Five, denen u. a. auch der Klarinettist Alcide Nunez angehörte. Aufnahmen entstanden 1919 für Columbia Records (Slow and Easy).
In den frühen 1920er-Jahren spielte er als Klarinettist bei Sam Lanin, 1921/22 in dessen Ladd’s Black Aces, einem Studioensemble aus weißen Musikern wie Jimmy Durante, die für Gennett Records aufnahmen. Berendsohn war als Ersatz für Achille Baquet gekommen. Weitere Aufnahmen für Gennett entstanden mit Lanin auch unter der Bandbezeichnung Bailey’s Lucky Seven, die mit Berendsohns „deutschem Klarinettenstil“ nach Ansicht von James Lincoln Collier Einfluss auf den jungen Benny Goodman gehabt haben sollen. In seinen späteren Jahren lebte er in Chicago. Er ist auf dem dortigen Acacia Park Cemetery bestattet.

## Diskografische Hinweise
- Complete Ladd's Black Aces 1921–1922 (2003)
- Pioneer Recording Bands 1917–1920 (Challenge)